# Thyridaria incrustans
Thyridaria incrustans är en svampart som beskrevs av Sacc. 1873. Thyridaria incrustans ingår i släktet Thyridaria, klassen Dothideomycetes, divisionen sporsäcksvampar och riket svampar.   Inga underarter finns listade i Catalogue of Life.